# معالجة حرارية

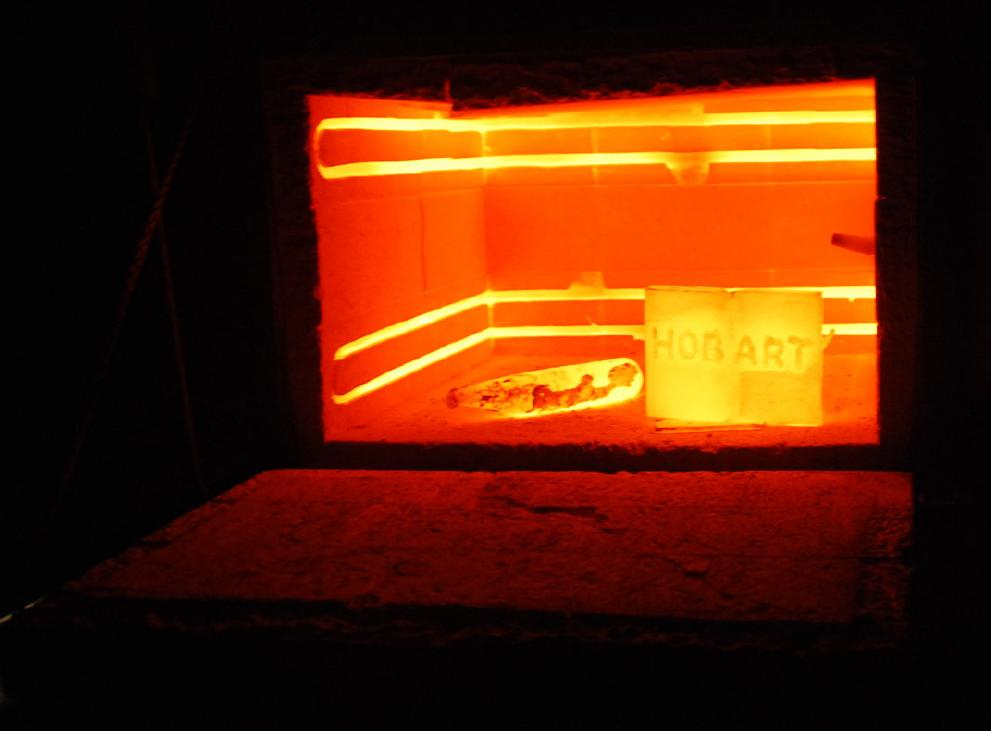
فرن المعالجة الحرارية بدرجة 980 مئوي

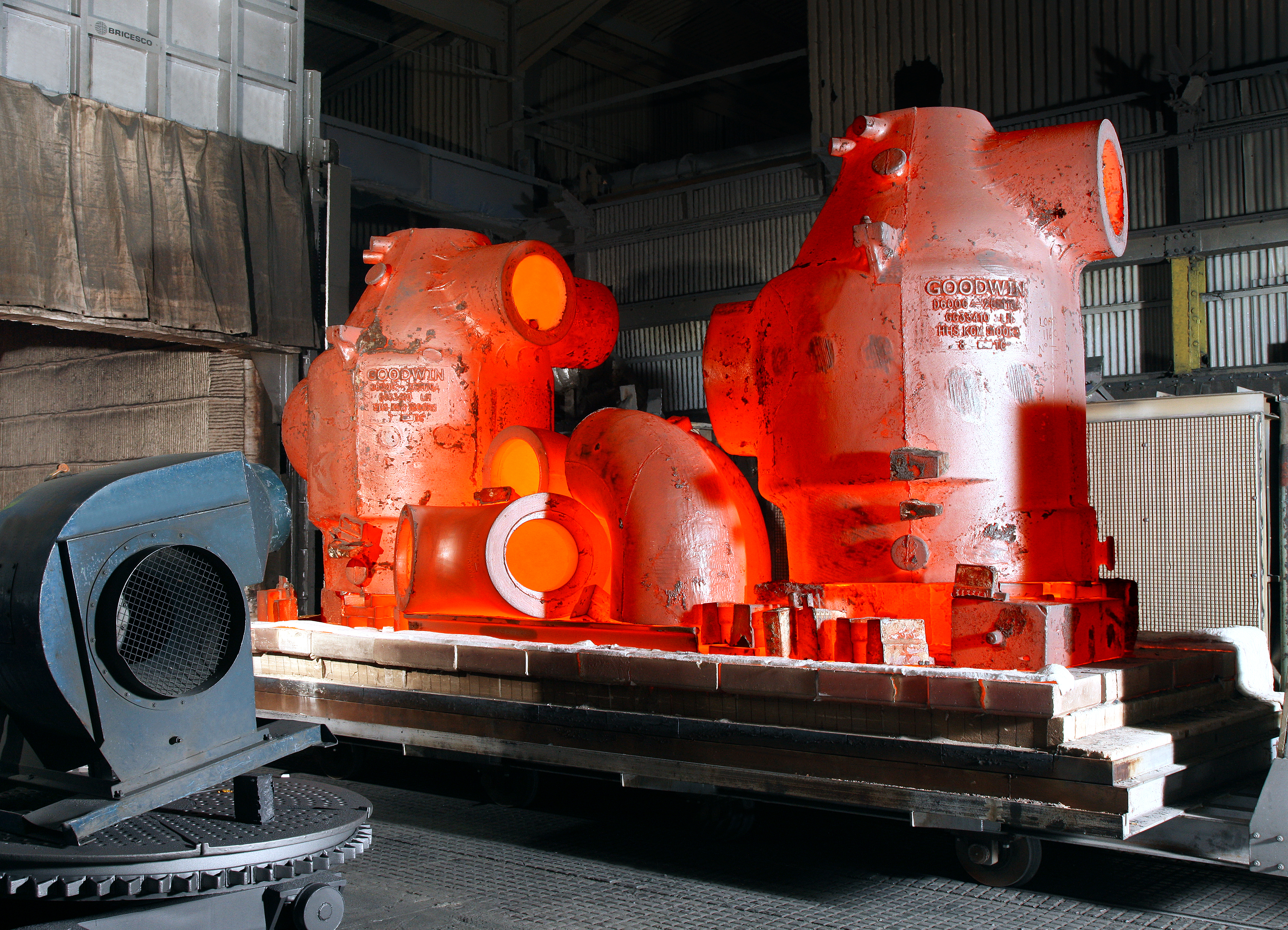
مسبوكات خارجة مباشرة من فرن المعالجة الحرارية

المعالجة الحرارية وهي مجموعة عمليات تعدينية لتحسين الخصائص الفيزيائية وأحياناً الكيميائية لصلب، الحديد الخام، وينتج عن ذلك التحكم في مدى صلابة وليونة المنتج الصلب.
تقسم المعالجة الحرارية إلى عدة أقسام كلاً على حسب طريق التبريد، إذ أن كل أنواع المعالجة الحرارية تتشابه في المراحل التسخين إلا أنهم يختلفون في عملية التبريد.
من أحد أسباب استخدام المعادن بكثرة هو المدى الواسع الذي يتم الاختيار منه للخواص الميكانيكية. يكمن ذلك في سببين هما:
1) تعدد أنواع المعادن.
2) تعدد الطرق التي يمكن بها التحكم في خواص المعادن الميكانيكية.
بالنسبة للسبب الثاني ان حجم الحبيبات وإضافة ذرات من عناصر أخرى والتشكيل على البارد والتخمير يؤثر في الخواص الميكانيكية كذلك ظاهرة الانتشار وكيفية استخدامها في جعل خواص المعدن السطحية مختلفة عن داخلة. وفي إضافة الذرات الغريبة أو عناصر أخرى لعنصر أساسي بما يعرف باسم السبيكة وان تركيب السبائك يؤثر في نوع وتركيب الأطوار الذي يؤثر بدورة في الخواص الميكانيكية والتحكم في الخواص الميكانيكية وهى مايعرف باسم المعالجات الحرارية.

## أنواعه
- طريقة التخمير (Annealing).
- طريقة المعادلة (Tempering)
- طريقة التقسية، أو طريقة التقوية السطحية (التصليد) (Quenching).
- طريقة التطبيع (المراجعة)(Normalizing).

وسنتعرف على طرق المعالجة فيما بعد
المعالجات الحرارية ببساطة هي عمليات تبريد وتسخين تتحكم في متغيرين وهما:
ا) درجة الحرارة
ب) الزمن
عن طريق هذين المتغيرين يمكن التحكم إلى حد كبير في الخواص الميكانيكية.وسنركز في ذلك الجزء إحدى هذه الطرق وهيى التخمير وسوف نستخدم الصلب كاهم السبائك الحديدية

## السبائك الحديدية

### تحول الأطوار
إذا نظرنا إلى مخطط الاتزان الحرارى للحديد والكربون شكل (1) نجد ان الصلب اليوتيكتويدى (نسبة الكربون 0.77%) يكون طورا واحدا عند درجة حرارة أعلى من درجة حرارة اليوتيكتويد (727 درجة مئوية). هذا الطور يسمى اوستنيت أو γ. في درجة حرارة اقل من اليوتيكتويد يتحول هذا الطور إلى طورين وهما سيمنتيد و؟ فريت فيما يسمى باسم البرليت. لكى يحدث هذا التحول لابد وان يكون التبريد بطيئا بدرجة كافية. إذا كان التبريد غير بطىْ بدرجة كافية، فان الاوستنيت لا يتحول إلى برليت بل يتحول إلى اشكال أخرى قد تكون مختلفة تماما ف خواصها عن البرليت. الذي يحدد ذلك هو مخطط التحول بالوقت ودرجة الحرارة (Time- Temperature- Transformation diagram) ويطلق عليه في كثير من الأحيان مخطط الـ TTT شكل (2) يوضح مخطط الـ TTT للتركيب اليوتيكتويدى حيث ان لكل تركيب من الحديد والكربون مخططه الخاص.
هذا المخطط يوضح تغير الأطوار مع الوقت ودرجة الحرارة حيث ان الوقت على مقياس لوغاريتمى ودرجة الحرارة على مقياس خطى ويمكن ملاحظة التالى:
ا) عند درجة حرارة أعلى من اليوتيكتويد يوجد طور واحد وهو الاوستنيت (يرمز له هنا بالرمز γ)
ب) تحت درجة حرارة اليوتيكتويد لا يكون الاوستنيت مستقرا ويبدا في التحول مع الزمن ولذلك فان هناك خط بداية تحول وخط نهاية تحول.
ج) يكون التغير مع الوقت إلى برليت عند درجات الحرارة المرتفعة ويكون التغير إلى بنيت (Bainite) عند درجات حرارة منخفضة نسبيا.
د) النقطة المارة بالخط الافقى تسمى الانف (nose) والخط الافقى المار بها يفصل ما بين البرليت (p) والبنيت (B).
هـ) إذا كان التبريد سريعا بحيث اننا نصل إلى درجات حرارة منخفضة دون المرور ببداية التحول فان هناك تحولا اخر يتم لا يعتمد على الزمن بل يعتمد على درجة الحرارة فقط، هذا التحول يسمى المارتنزيت (Martensite) ويرمز له هنا M.
مسارات التبريد المختلفة للحصول على البرليت (P) والبنيت (B) والمارتنزيت (M). من الشكل نستخلص الاتى:
ا) لكى يكون التحول كاملا لابد ان يمر خط التبريد بخط نهاية التحول.
ب) الذي يتحول هو الاوستنيت فقط بمعنى انه إذا تحول الاوستنيت مثلا إلى البرليت فان البرليت لا يتحول إلى بنيت أو مارتنزيت.

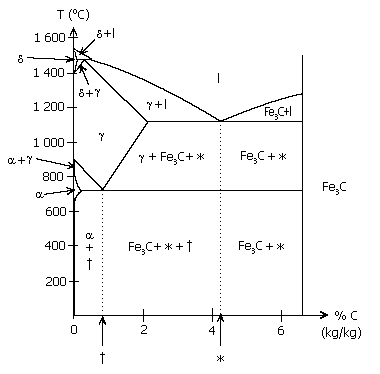
مخطط أطوار الحديد-الكربون (Fe–C)، حيث تحدد نسبة الكربون ودرجة الحرارة الطور الذي تتواجد به سبيكة الحديد والكربون، وكذلك خصائصها الفيزيائية والميكانيكية. كما تحدد نسبة الكربون نوع السبيكة سواء كانت حديد أم صلب أم حديد زهر.

السؤال الآن هو هل يمكننا الحصول على خليط من أي من الثلاثة؟ بمعنى خليط من المارتنزيت والبيرلايت مثلا أو خليط من البانيت والمارتنزيت أو خليط من البانيت والمارتنزيت والبرليت؟ الجابة هي نعم.
يوضح ذلك في هذا الشكل هناك خط التبريد فاذا فرضنا انه لدينا 1 كجم من الاوستنيت فاننا نجد التالى:
ا) عند النقطة b ما يزال هناك 1 كجم من الاوستنيت ولكنه غير مستقر.
ب) عند النقطة ؤ تحول 0.5 كجم إلى البرليت وهناك 0.5 كجم من الاوستنيت غير المستقر.
ج) حدث تبريد مفاجى لنقطة d. يبدا الاوستنيت المتبقى في التحول وشروط التحول هنا كالاتى:
•	يعتبر الاوستنيت المتبقى كانه برد فجائيا من درجة حرارة فوق اليوتيكتويد إلى النقطة e.
•	يبدا في التحول من بداية الزمن عند النقطة e.
د) عند النقطة f يتحول نصف الاوستنيت المتبقى (0.5 كجم) إلى بنيت ويبقى 0.25 كجم من الاوستنيت غير مستقر.
هـ) عند النقطة g يتحول بقية لاوستنيت إلى مارتنزيت. في النهاية يكون 0.5 كجم برليت و0.25 كجم بنيت 0.25 كجم مارتنزيت.

#### مثال عددى
إذا كان هناك صلب ذو تركيب يوتيكتويدى ومخطط TTT كما هو موضح بشكل (1) وإذا بدأ هذا الصلب في التبريد من درجة حرارة 800 درجة مئوية عندما كان في طور الاوستنيت. اوجد التركيب النهائى له إذا تعرض للتبريد كالاتى:
ا) تبريد فجائى إلى درجة حرارة 350 درجة مئوية والمكوث عند هذه الدرجة 10000 ثانية ثم تبريد فجائى لدرجة حرارة الغرفة.
ب) تبريد فجائى لدرجة 650 درجة مئوية ثم المكوث عند هذه الدرجة مدة عشرين ثانية ثم التبريد الفجائى لدرجة 400 درجة مئوية ولمكوث عند الدرجة لمدة 1000 ثانية ثم التبريد الفجائى لدرجة حرارة الغرفة.
الحل: شكل (4) يوضح خطوط التبريد أ، ب ومنها نجد انه:
•	في الحالة (أ) يتحول الاوستنيت إلى 100% بنيت.
•	في الحالة (ب) يتحول لاوستنيت إلى 50% بنيت و50% برليت.
وسوف ندرس الآن باختصار خواص كل من البيرلايت والبانيت والمارتنزيت.

صور الأطوار المختلفة لمخطط الاتزان الحرارى للحديدوالكربون موضحا كيفية تكون البرليت والبينيت والمارتنزيت

### برليت(Pearlite)
كما اوضحنا مسبقا ان البيرليت يتكون من طبقات معاقبة من طورين وهما الفريت والسيمنتيت. تكون هذه الطبقات سميكة إذا تحول الاوستنيت إلى البرليت عند درجة حرارة قريبة من اليوتيكتويد ويسمى برليت غليظ (coarse pearlite) وتكون هذه الطبقات رفيعة إذا تحول الاوستينيت إلى بيرليت عند درجات حرارة قريبة من 540 درجة مئوية، وهى نهاية طور البرليت، ويسمى في هذه الحالة برليت دقيق (fine pearlite). عموما كلما أصبح البرليت دقيقا:
•	زات صلادته وقوته.
•	قلت الممطولية. (الممطولية هي مقياس لقابلية المادة للتشكيل).

### البينيت (Bainite)
يتكون البينيت من طورين أيضا وهما السيمنتيت والفريت وهو ادق في تركيبه من البرليت فالسيمنتيت ينتشر على شكل صفائح أو شكل ابرى في الفريت. عموما فان البنيت أكثر قوة من البيرلايت ولكنه يتمتع أيضا بقابليته للتشكيل (ممطولية).

### المارتنزيت (Martensite)

رسم بيانى يوضح التبريد المفاجى للمعدن وعلاقته بالمارتنزيت

هو عبارة عن طور واحد ولا يحتاج لزمن للتحول بل فقط درجة حرارة. وهو الأكثر صلادة وقوة وقصافة (أي انه غير قابل للتشكيل) على الإطلاق. نستطيع الآن ان نستنتج انه بتسخين الصلب لكى يتحول إلى اوستنيتثم باتباع عمليات تبريد (مسارات تبريد) مدروسة يمكن التحكم في الخواص الميكانيكية للصلب. دعنا الآن نتفحص بعض المعالجات الحرارية الهامة في الصلب وهى التخمير والمعادلة والتصليد والمراجعة ولكن قبل ذلك يجب تعريف درجتى حرارة هامتين وهما درجة الحرارة الحرجة السفلى ودرجة الحرارة الحرجة العليا.
درجة الحرارة الحرجة السفلى هي درجة حرارة اليوتيكتويد (727 درجة مئوية) وهى ثابتة ولا تتغير مع تغير نسبة الكربون.
درجة الحرارة الحرجة العليا هي التي فوقها مباشرة يتحول الصلب كله إلى اوستنيت، وهى متغيرة مع تغير نسبة الكربون.

### التخمير
يتم التخمير عادة بتسخين المادة لدرجات حرارة مرتفعة نسبيا وهناك نوعان من التخمير في الصلب
أ)تخمير ازالة الإجهادات.
ب)تخمير تام.

#### التخمير لازالة الإجهادات
فيه يتم تسخين الصلب تحت درجة الحرارة الحرجة السفلى وهى درجة حرارة اليوتيكتويد والغرض الأساسي من هذا النوع من التخمير عادة هو ازالة الإجهادات الداخلية الناتجة عن عمليات التشكيل على البارد وعمليات تبريد سابقة أو عمليات تشغيل.

#### التخمير التام
فيه يتم تسخين الصلب في الفرن لدرجة حرارة أعلى من درجة الحرارة الحرجة العليا إذا كان تركيب الصلب تحت اليوتيكتويد نسبة الكربون اقل من 77% اوبين درجة الحرارة السفلى والعليا وإذا كان تركيب الصلب فوق اليوتيكتويد وبعد فترة من الوقت يتم التبريد ببطء في الفرن ويكون الغرض من هذه العملية اكساب الصلب لدونة.

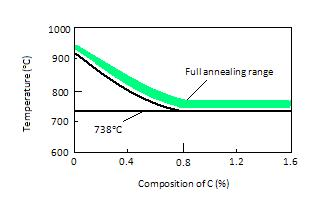
الشكل (5)درجة حرارة للمعالجات الحرارية الهامة للصلب مع توضيح مدى درجات حرارة التخمير

### المعادلة
عندما يشكل الصلب على البارد بعمليات مثل عمليات الدرفلة مثلا فان الحبيبات تتعرض لاختلاف في اشكالها واحجامها وتكون مستطيلة مشوهة.في هذه الحالة تجرى لها عملية معادلة والغرض منها تصغير حجم الحبيبات واعادة انتظام اشكالها.تتم هذه العملية بتسخين الصلب لدرجة حرارة فوق الدرجة الحرجة العليا ثم يبرد الصلب في الهواء.

### سبائك الألومنيوم

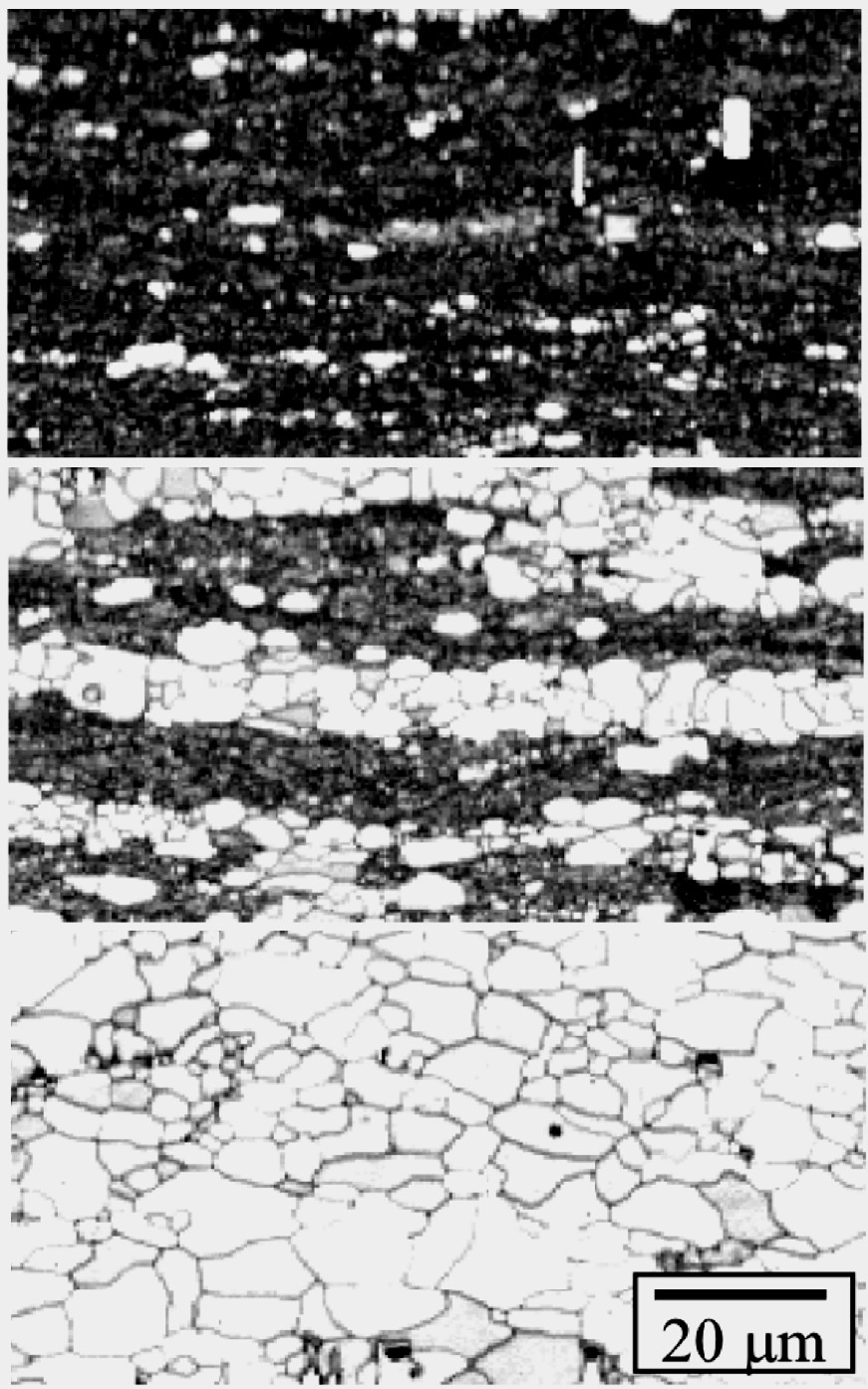
اعادة التبلور لسبائك الالومنيوم

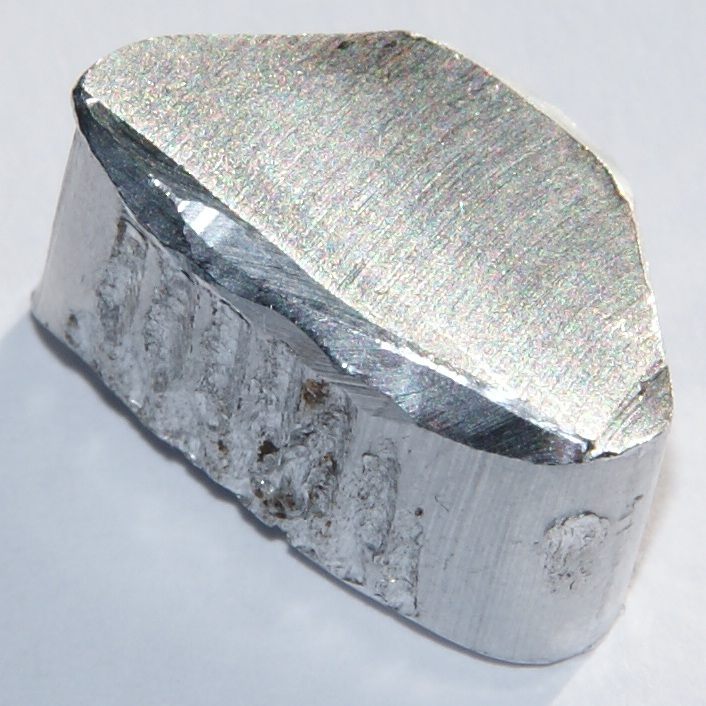
نموذج لسبيكة الالومنيوم موضحا عليه بعض الخطوط الطيفية

### سبائك التيتانيوم

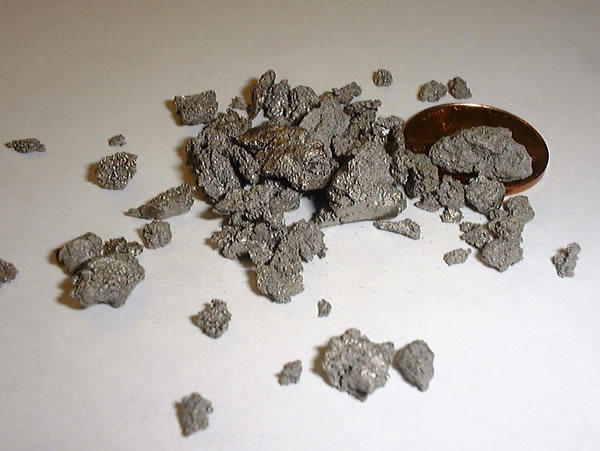
التيتانيوم الاسفنج قبل اجراء عمليات التصنيع لتحويلة لسبيكة

### خزف

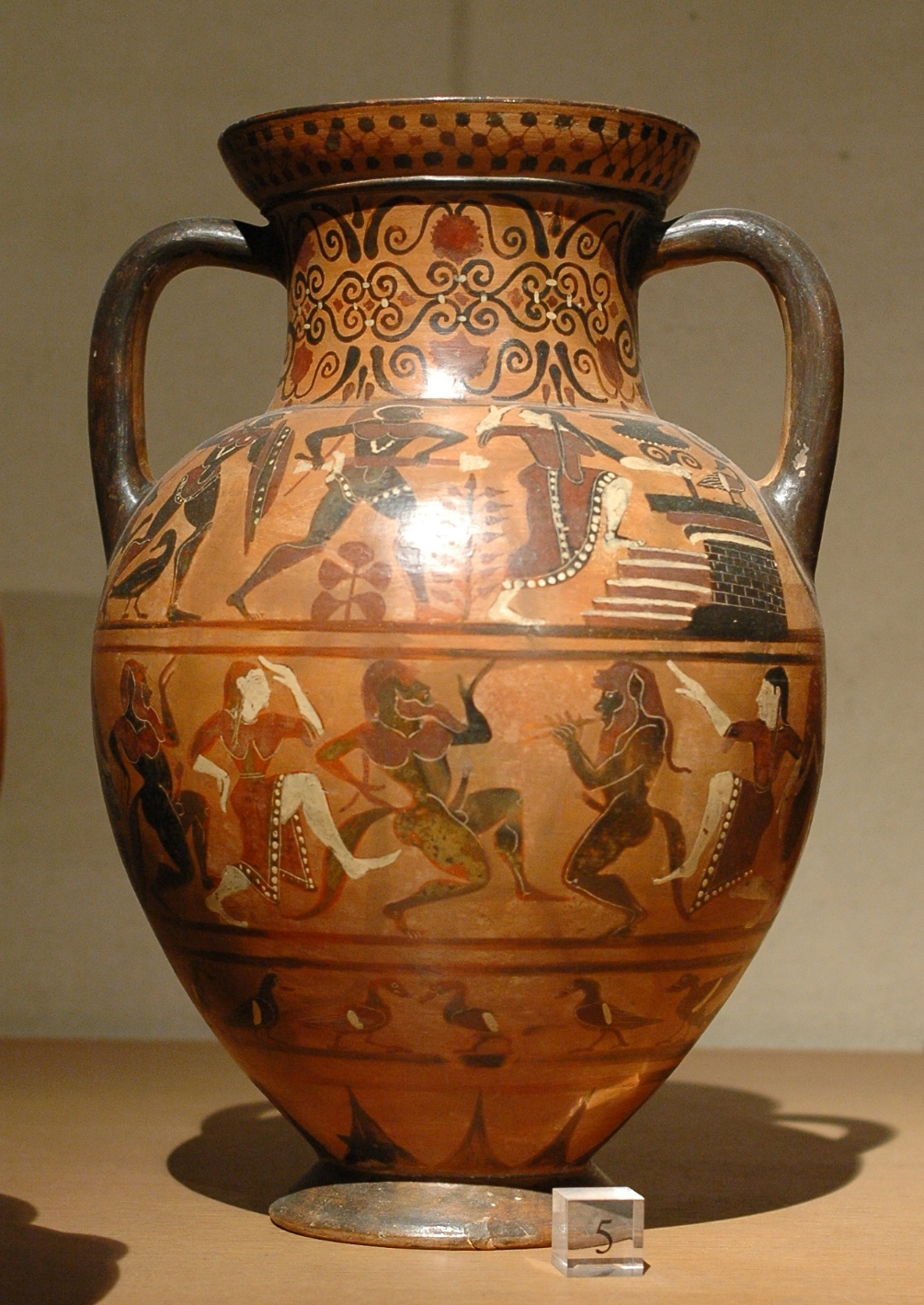
المواد الخزفية بعد اجراء عمليات المعالجة الحرارية لها

### التصليد
إذا كان تركيب الصلب تحت اليوتيكتويد، يسخن الصلب ليتحول إلى اوستنيت ويتم بعد ذلك التبريد السريع لكى يتحول الاوستنت إلى مارتنزيت.إذا كان تركيب الصلب فوق اليوتيكتويد، يتم تسخينه فوق الدرجة الحرجة السفلى.معدلات التبريد هنا حرجة بمعنى انه كلما احتجنا لمعدلات تبريد سريعة ليتم التحول المطلوب، كلما كان من الصعب التحكم في عمليات التحول.وزيادة نسبة الكربون وبعض العناصر الأخرى تقلل من سرعة التبريد المطلوبة ليتم التحول وبالتالى فانه يكون من الأسهل التحكم في العملية.الأوساط المستخدمة في عمليات التبريد السريع هذه عادة ما تكون الماء أو الزيت وفي بعض الأحيان تيار الهواء.